# Paul Bastide
Ne doit pas être confondu avec Paul Bastid.
Pour les articles homonymes, voir Bastide.
Paul Adrien Bastide, né le 6 avril 1879 à Quimper et mort le 10 août 1962 en son domicile dans le 9e arrondissement de Paris est un chef d'orchestre et compositeur français.

## Carrière
Paul Bastide étudie à l'Université d'Aix-en-Provence et au Conservatoire de Paris, avec Émile Pessard et Jules Massenet, et remporte un premier prix d'harmonie.  Il est chef de chœur à Marseille à partir de 1898, dirigeant aussi au Caire et à la Haye. Il a également dirigé lors de  la première de Les Armaillis de Gustave Doret au Grand Théâtre de Genève en 1913.
De 1919 à 1938, Bastide est le directeur musical de l'opéra de Strasbourg, où il dirige Samson et Dalila à la réouverture le 8 mars 1919, après l'occupation allemande. Il y revient à nouveau après la Seconde Guerre mondiale, de 1945 à 1948, pour la réouverture avec Carmen  le 16 novembre 1945 et dirigeant  les productions de Béatrice et Bénédict, et Martine de Henri Rabaud (première).
De 1929 à 1939, il est le directeur du prestigieux Orchestre Municipal de Strasbourg (fondé en 1855), succédant à Guy Ropartz et précédant Hans Rosbaud.
Bastide est directeur musical à Vichy à partir des années 1920, et à l'Opéra de Marseille à partir de 1941 jusqu'en 1945, chef des émissions lyriques de la Radiodiffusion Nationale.
Bastide est directeur musical à l'Opéra-Comique , à Paris, du 1932 à 1936, faisant ses débuts avec Carmen. Parmi Les premières menée par lui, on note Tout Ank Amon (1934) et Gargantua (1935), ainsi que la création française de Frasquita (1933). Il supervise le centenaire de la renaissance de Le Pré aux clercs (1932) et les nouvelles productions de Tarass Boulba, Don Quichotte (avec Chaliapine) et Le mariage de Figaro. Il retourne à la Salle Favart en tant que chef de la des études de 1948 à 1952. Il a mené Louise dans les représentations du 50e anniversaire  en 1950, à l'Opéra-Comique, et, l'année suivante, à Marseille. À l'Opéra , il mene la Flûte enchantée en 1949 et Pénélope en 1951.
Bastide est devenu un Chevalier de la Légion d'honneur en 1928. Il est élu le 15 février 1945, à l'Académie de Marseille, puis membre libre à partir du 19 janvier 1950 (fauteuil n°38) .
Ses cendres ont été déposées dans la case no 2536 au columbarium du cimetière du Père-Lachaise.

## Compositions
Plusieurs opéras, par Bastide, ont été donnés en France : Idylle à l’Étoile (Marseille, le 11 janvier 1899), L'Amour magicien (opéra-comique en un acte, paroles et musique de Bastide, créé à Toulouse en février 1903),  Médée (La Haye, 1911), Le Gentil Bernard (Vichy, 22 juillet 1919), Monsieur de Pourceaugnac (opéra-bouffe en trois actes, paroles de Pajol d'après Molière, première Strasbourg le 5 février 1921), La Vannina (Rouen, le 29 janvier 1926), Œdipe-Roi de Sophocle (Rouen, le 21 février 1936), La Divine Épopée (poème lyrique en cinq actes, créé à l'Opéra de Marseille le 25 mars 1943), et de Jeanne d'Arc (1949).

## Vie privée
Il épouse en premières noces Catherine Laurence Miéfort, le 24 mai 1905, à Angoulême et, veuf, en secondes noces la cantatrice Louise Mancini, le 12 décembre 1949, à Paris.